# Distrikt La Joya

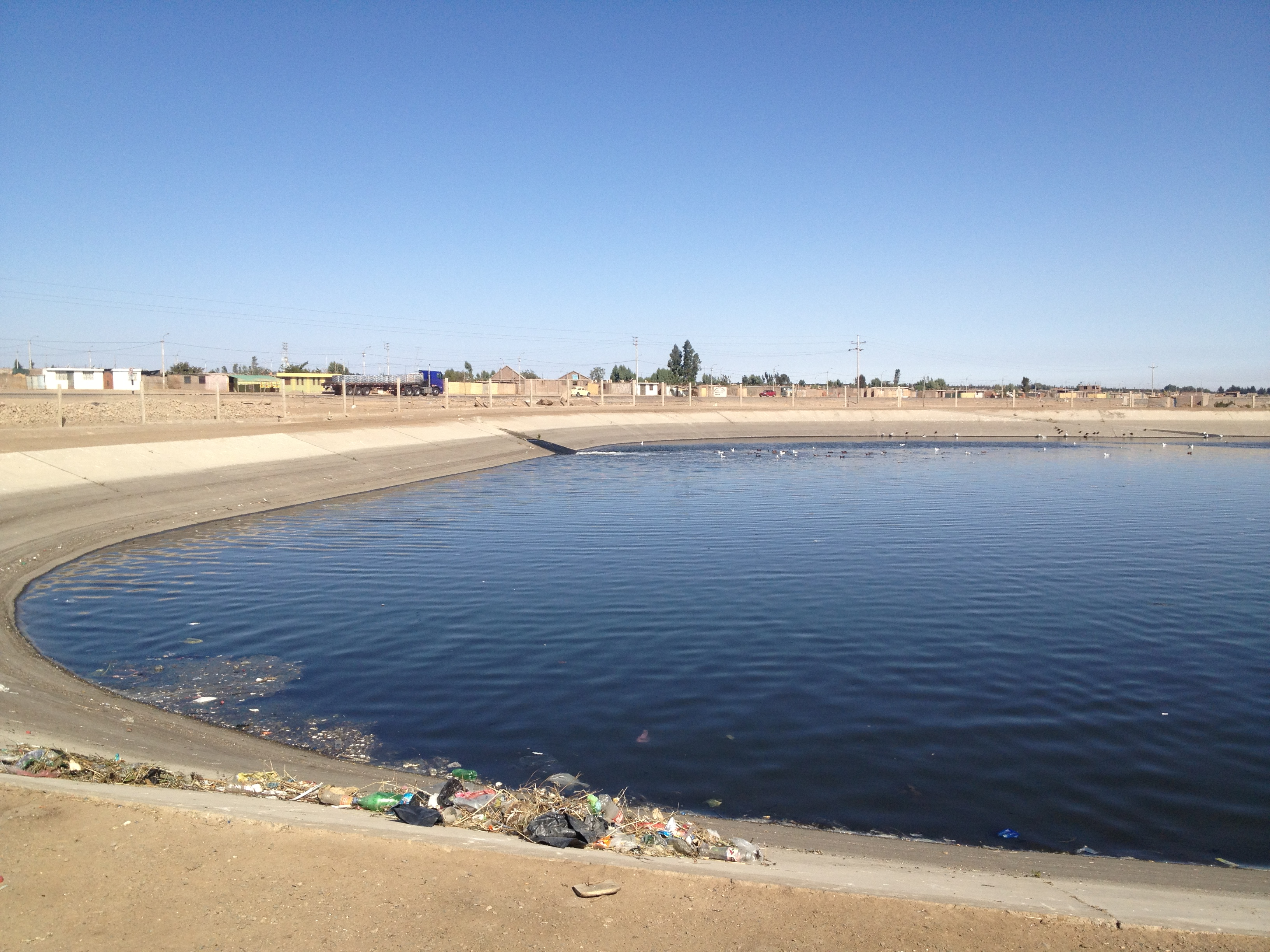
Ausgleichsbecken bei Asentamiento 5, San Camilo

Der Distrikt La Joya liegt in der Provinz Arequipa der Region Arequipa in Südwest-Peru.

## Geographie
Der Distrikt liegt im westlichen Süden der Provinz Arequipa und hat eine Nord-Süd-Ausdehnung von etwa 43 km. Der Distrikt erstreckt sich über das aride Küstenhochland südlich des Río Vitor (Mittellauf des Río Quilca / Río Chili) und besteht überwiegend aus Wüste. Es gibt nur relativ kleine Gebiete, in denen bewässernde Landwirtschaft betrieben wird.
Der Distrikt grenzt im Westen an den Distrikt Vítor, im Nordosten an den Distrikt Uchumayo, im Osten an den Distrikt Yarabamba sowie im Süden an den Distrikt Mollendo (Provinz Islay). Der Distrikt La Joya hat eine Fläche von 670,22 km². Beim Zensus 2017 lebten 32.019 Einwohner im Distrikt, 1993 lag die Einwohnerzahl bei 14.844, im Jahr 2007 bei 24.192.
Die Distriktverwaltung befindet sich in der 1620 m hoch gelegenen Stadt La Joya mit 8306 Einwohnern (Stand 2017). Sie liegt 32 km westlich der Regionalhauptstadt Arequipa. Westlich der Stadt La Joya befindet sich der Flughafen Vítor (auch: Aeródromo Mayor FAP Guillermo Protset del Castillo; ICAO-Flughafencode: SPVT). Eine weitere größere Stadt  im Distrikt ist El Triunfo (El Cruce) mit 8909 Einwohnern (Stand 2017).

## Geschichte
Der Distrikt wurde am 25. März 1952 gegründet.

## Verkehr
Die Nationalstraßen 15 und 34 durchqueren den Distrikt.
Durch den Distrikt führt die Bahnstrecke Mollendo–Juliaca, die 1870 in Betrieb ging. Damals schloss sie den Hafen Mollendo direkt an die Stadt La Joya an. Nachdem sich aber der nördlich von Mollendo gelegene Hafen Matarani als leistungsfähiger erwies, wurde die Strecke zunächst nach dort verlängert, 1952 dann eine neue, direkte Strecke von La Joya nach Matarani in Betrieb genommen und die ursprüngliche Strecke zwischen La Joya und Mollendo stillgelegt, so das Mollendo von La Joya aus mit der Bahn heute nur noch über Matarani erreichbar ist. Auf dem Streckenabschnitt zwischen Mollendo und Arequipa verkehren heute ausschließlich Güterzüge.